# Devin Green
Devin Darrell Green (* 25. Oktober 1982 in Columbus, Ohio) ist ein US-amerikanischer Basketballspieler. Nach dem Studium spielte Green kurzzeitig in der am höchsten dotierten Profiliga NBA für die Los Angeles Lakers, bevor er 2007 mit RheinEnergie Köln deutscher Pokalsieger wurde. Später gewann Green, der neben Engagements in Europa und der NBA Development League (D-League) auch in Puerto Rico und China spielte, das Double in Bulgarien mit Lukoil Akademik 2011. Seit 2014 spielt er in der venezolanischen Liga für die Guaros de Lara.

## Karriere
Green ging zum Studium an die Hampton University im gleichnamigen Ort in Virginia, einer historisch afroamerikanisch geprägten Hochschule. Von 2001 bis 2005 spielte er für die Hochschulmannschaft Pirates in der Mid-Eastern Athletic Conference (MEAC) der NCAA. In seinem ersten Jahr erreichte die Mannschaft erneut die landesweite NCAA-Endrunde, bei der man in der ersten Runde den favorisierten Huskies der University of Connecticut unterlag. Ein Jahr zuvor hatten die Pirates ohne Green bei ihrer ersten Teilnahme überhaupt die hoch favorisierten Cyclones der Iowa State University in einem historischen „Upset“ in der ersten Runde bezwungen. 2003 als Titelverteidiger und 2005 verlor man jedoch das Finalspiel im Meisterschaftsturnier der MEAC und konnte sich daher in den restlichen Spielzeiten von Green in der NCAA nicht mehr für eine Endrunde qualifizieren.
Nachdem Green in der NBA-Draft 2005 nicht berücksichtigt worden war, kam er über die Trainingslager der NBA-Klubs doch noch zu einem Engagement in der am höchsten dotierten Profiliga. In 27 Einsätzen der NBA 2005/06 wurde er durchschnittlich fünf Minuten pro Spiel von den Los Angeles Lakers eingesetzt, die ihn jedoch kurz vor Beginn der folgenden Saison aus seinem Vertrag entließen und ihm ein Engagement bei ihrem kurz zuvor gegründeten Farmteam Los Angeles D-Fenders in der D-League verschafften. Green verließ die Mannschaft jedoch zum Jahresende 2006 und unterschrieb einen Vertrag beim deutschen Meister RheinEnergie Köln in der deutschen Basketball-Bundesliga (BBL). In seinem ersten Einsatz einen Tag nach seiner Verpflichtung erreichte er gegen die Artland Dragons seine individuell beste Punktausbeute mit 23 Punkten in einem Meisterschaftsspiel der BBL. Mit den Kölnern gewann Green dann den Pokaltitel mit zwei Punkten Unterschied im Finalspiel gegen den gleichen Gegner, doch in der Halbfinalserie der Play-offs 2006/07 verlor der Titelverteidiger überraschend in fünf Spielen gegen die Dragons, die zuvor schon den Hauptrundenersten Berlin bezwungen hatten. In der folgenden Saison kehrte Green zu den D-Fenders in die D-League zurück.
Nachdem Green bei seinem zweiten Engagement bei den L.A. D-Fenders erneut nicht die Rückkehr in den Kader der Lakers schaffte, wechselt er im Februar 2008 noch vor Saisonende erneut nach Europa. Mit dem Verein aus Teramo in den Abruzzen verpasste er jedoch auf dem elften Platz die Teilnahme an den Play-offs um die italienische Meisterschaft. Zur folgenden Saison blieb Green dann in Europa und unterschrieb einen Vertrag beim belgischen Pokalsieger BASE aus Ostende. Zum Jahreswechsel wechselte auch Green erneut den Verein und ging in die Ukraine zum BK Dnipro aus Dnipropetrowsk, die in der abgespaltenen UBL jedoch keine vordere Platzierung erreichten. In der Saison 2009/10 spielte Green bei Olympia aus Larisa in der griechischen A1 Ethniki. Nach der Fusion mit dem Lokalrivalen AE Larisa reichte es jedoch nur zu vier Saisonsiegen und dem letzten Tabellenplatz, den AEL ein Jahr zuvor bereits als noch eigenständiger Verein eingenommen hatte. Im Sommer 2010 spielte Green dann in der puerto-ricanischen Baloncesto Superior Nacional für die Galitos aus Isabela, bevor er für die Saison 2010/11 in die Chinese Basketball Association zu den Sharks aus Shanghai wechselte. Auch sein Engagement in China war nur von kurzer Dauer und im Januar 2011 ging Green zurück nach Europa zum bulgarischen Meister Lukoil Akademik aus Sofia. Mit dem Verein verteidigte Green nicht nur den Meisterschaftstitel, sondern gewann mit dem Titelerfolg im nationalen Pokalwettbewerb auch das Double in 2011.
Nachdem Green die Sommermonate 2007 bis 2009 in der NBA Summer League für die Miami Heat, San Antonio Spurs und Minnesota Timberwolves verbracht hatte, um jeweils kurz vor Saisonbeginn aus den finalen Saisonkadern gestrichen zu werden, kehrte er für die Saison 2011/12 in sein Heimatland zurück und spielte zunächst in der D-League bei den Erie BayHawks. Nachdem er im Dezember 2011 einen Zehn-Tages-Vertrag bei den New York Knicks ohne Einsatz hatte, kam er im Januar 2012 zu den Idaho Stampede. Für die folgende Saison 2012/13 kehrte er schließlich zu Lukoil Akademik nach Bulgarien zurück, die jedoch im Eurocup 2012/13 frühzeitig ausschieden. Im Anschluss wechselte Green im Februar 2013 zum ebenfalls ausgeschiedenen Gruppengegner Spirou BC aus Charleroi, der zuvor Matt Walsh an den deutschen Meister Brose Baskets abgegeben hatte. Der frühere Serienmeister schied jedoch vor der Finalserie der Meisterschaft aus. Auch in der folgenden Saison blieb man im Eurocup 2013/14 wenig erfolgreich und Green verließ den Verein nach gut einem Jahr im März 2014. Anschließend bekam Green einen Vertrag bei den Guaros aus Lara.